# Haemaphysalis anomala
Haemaphysalis anomala är en fästingart som beskrevs av Warburton 1913. Haemaphysalis anomala ingår i släktet Haemaphysalis och familjen hårda fästingar. Inga underarter finns listade i Catalogue of Life.